# 經濟部能源署
經濟部能源署（簡稱能源署）為中華民國經濟部所屬之行政機關，是全國能源政策、能源費率審議與能源相關產業的最高主管機關。

## 歷史
- 1968年7月，行政院國際經濟合作發展委員會成立「能源規劃發展小組」。
- 1970年1月，能源規劃發展小組改隸經濟部並更名為「經濟部能源政策審議小組」。
- 1973年4月，行政院核定公布《台灣地區能源政策》。
- 1979年1月11日，行政院修正公布《台灣地區能源政策》，在經濟部設置能源專責機構。10月30日，經濟部令，訂定發布《經濟部能源委員會暫行組織規程》。11月1日，《經濟部能源委員會暫行組織規程》施行，「經濟部能源委員會」成立。
- 2004年1月20日，總統令公布《經濟部能源局組織條例》。7月1日，《經濟部能源局組織條例》施行，能源委員會改組為「經濟部能源局」。
- 2023年5月16日，立法院三讀通過《經濟部能源署組織法》草案。[1]6月7日，總統令公布《經濟部能源署組織法》[2]。9月26日，能源局改組升格為「經濟部能源署」。
- 2024年2月17日，經濟部令，《經濟部能源委員會暫行組織規程》廢止。

## 職掌

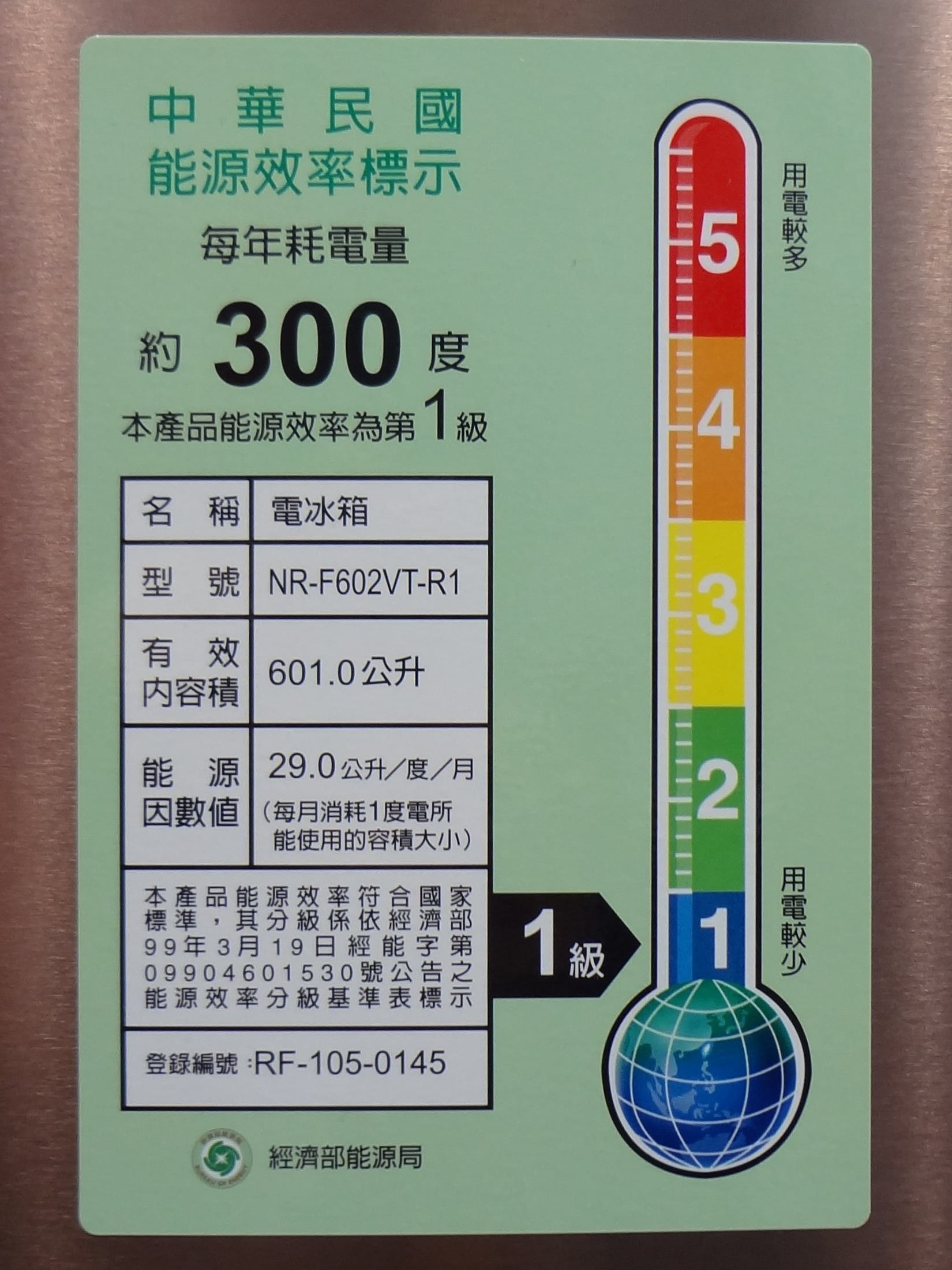
能源局時期能源效率標示貼紙

依據經濟部能源署組織法第二條規定，能源署掌理事項如下：
1. 永續能源發展、能源安全、能源政策與法規研擬及推動。
2. 能源相關事業因應全球氣候變遷溫室氣體減緩與調適策略之規劃及推動。
3. 能源取得、儲存、轉換與提升供需可靠度規劃及推動。
4. 能源價格與費率研擬及審議作業。
5. 能源事業管理、輔導及監督。
6. 節約能源、提升能源使用效率與新及再生能源發展規劃、示範應用及推廣。
7. 能源有關技術規劃、推動及管理。
8. 能源經濟與能源資訊調查、統計、分析及應用。
9. 能源有關國際事務參與及國際合作。

## 組織
- 署長一人，職務列簡任第十三職等
  - 副署長二人，職務列簡任第十二職等
    - 主任秘書，職務列簡任第十一職等

業務及內部單位
- 能源政策及氣候變遷組
- 油氣發展及管理組
- 電力發展及管理組
- 節能發展及管理組
- 再生與前瞻能源發展組
- 再生能源設置推廣組
- 法務室
- 秘書室
- 主計室
- 人事室
- 政風室
- 資訊室

## 歷任首長
| 任別              | 姓名              | 就職時間          | 卸任時間          |                   |                   |                   |                   |                   |                   |                   |                   |
| 經濟部能源局 局長 | 經濟部能源局 局長 | 經濟部能源局 局長 | 經濟部能源局 局長 | 經濟部能源局 局長 | 經濟部能源局 局長 | 經濟部能源局 局長 | 經濟部能源局 局長 | 經濟部能源局 局長 | 經濟部能源局 局長 | 經濟部能源局 局長 | 經濟部能源局 局長 |
| ----------------- | ----------------- | ----------------- | ----------------- | ----------------- | ----------------- | ----------------- | ----------------- | ----------------- | ----------------- | ----------------- | ----------------- |
| 1                 | 葉惠青            | 2004年7月1日      | 2010年5月30日     |                   |                   |                   |                   |                   |                   |                   |                   |
| 2                 | 歐嘉瑞            | 2010年5月31日     | 2014年            |                   |                   |                   |                   |                   |                   |                   |                   |
| 3                 | 王運銘            | 2014年            | 2015年2月1日      |                   |                   |                   |                   |                   |                   |                   |                   |
| 代理              | 吳玉珍            | 2015年2月2日      | 2015年2月15日     |                   |                   |                   |                   |                   |                   |                   |                   |
| 4                 | 林全能            | 2015年2月16日     | 2019年3月31日     |                   |                   |                   |                   |                   |                   |                   |                   |
| 代理              | 李君禮            | 2019年4月1日      | 2019年4月28日     |                   |                   |                   |                   |                   |                   |                   |                   |
| 5                 | 游振偉            | 2019年4月29日     | 2023年9月25日     |                   |                   |                   |                   |                   |                   |                   |                   |
| 經濟部能源署 署長 |                   |                   |                   |                   |                   |                   |                   |                   |                   |                   |                   |
| 1                 | 游振偉            | 2023年9月26日     | 2025年2月26日     |                   |                   |                   |                   |                   |                   |                   |                   |
| 代理              | 李君禮            | 2025年2月27日     | 副署長代理        |                   |                   |                   |                   |                   |                   |                   |                   |

## 外部連結
- 經濟部能源署 （页面存档备份，存于）（繁體中文）（英文）
- YouTube上的經濟部能源署頻道